# Параболическая система координат
Параболические координаты — ортогональная система координат на плоскости, в которой координатные линии являются конфокальными параболами. Трёхмерный вариант этой системы координат получается при вращении парабол вокруг их оси симметрии.
Параболические координаты нашли многочисленные применения в математической физике, в частности, в теории эффекта Штарка и задаче о потенциале вблизи угла.

## Двумерные параболические координаты

Двумерные параболические координаты {\displaystyle (\sigma ,\;\tau )} определяются выражениями
{\displaystyle \left\{{\begin{matrix}x=\sigma \tau \\y={\frac {1}{2}}(\tau ^{2}-\sigma ^{2})\end{matrix}}\right.}
Поверхности постоянной {\displaystyle \sigma } являются конфокальными параболами
{\displaystyle 2y={\frac {x^{2}}{\sigma ^{2}}}-\sigma ^{2}}
расширяющимися вверх (вдоль луча {\displaystyle +y}), а поверхности постоянной {\displaystyle \tau } — это конфокальные параболы
{\displaystyle 2y=-{\frac {x^{2}}{\tau ^{2}}}+\tau ^{2}}
расширяющиеся вниз (вдоль луча {\displaystyle -y}). Фокусы всех парабол расположены в начале координат.

## Дифференциальные характеристики двумерных координат
Коэффициенты Ламэ для параболических координат равны
{\displaystyle H_{\sigma }=H_{\tau }={\sqrt {\sigma ^{2}+\tau ^{2}}}.}
Таким образом, элемент площади равен
{\displaystyle dS=(\sigma ^{2}+\tau ^{2})\,d\sigma \,d\tau ,}
а лапласиан равен
{\displaystyle \Delta \Phi ={\frac {1}{\sigma ^{2}+\tau ^{2}}}\left({\frac {\partial ^{2}\Phi }{\partial \sigma ^{2}}}+{\frac {\partial ^{2}\Phi }{\partial \tau ^{2}}}\right).}
Прочие дифференциальные операторы могут быть аналогично найдены подстановкой коэффициентов Ламэ в соответствующую общую формулу.

## Трёхмерные параболические координаты

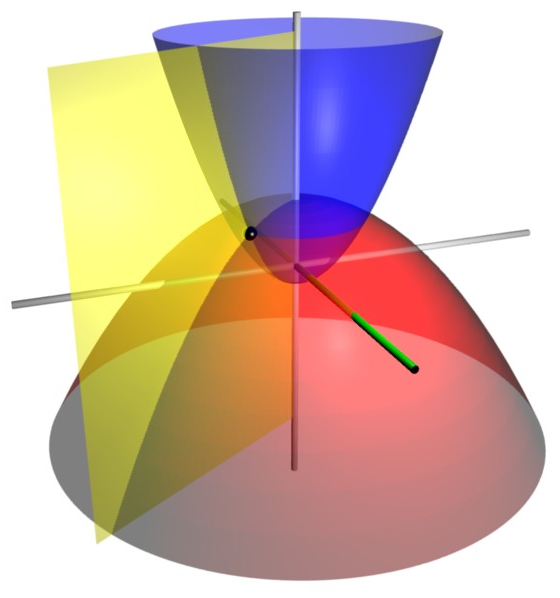
Координатные поверхности для трёхмерных параболических координат. Красный параболоид соответствует, синий параболоид соответствует, а жёлтая полуплоскость соответствует. Три поверхности пересекаются в точке (отмеченной чёрной сферой), имеющей декартовы координаты приблизительно.

На основе двумерных параболических координат строятся два типа трёхмерных координат. Первые получаются простым проектированием на плоскость {\displaystyle XY} вдоль оси {\displaystyle z} и называются цилиндрические параболические координаты.
Вторая система координат, также называемая «параболические координаты», строится на основе параболоидов вращения, получаемых вращением парабол вокруг их оси симметрии
{\displaystyle {\begin{cases}x=\sigma \tau \cos \varphi ,\\y=\sigma \tau \sin \varphi ,\\z={\dfrac {1}{2}}(\tau ^{2}-\sigma ^{2}).\end{cases}}}
Ось параболоидов совпадает с осью {\displaystyle z}, так как вокруг неё производится вращение. Азимутальный угол {\displaystyle \varphi } определяется как
{\displaystyle \mathrm {tg} \,\varphi ={\frac {y}{x}}.}
Поверхности постоянной {\displaystyle \sigma } являются конфокальными параболоидами
{\displaystyle 2z={\frac {x^{2}+y^{2}}{\sigma ^{2}}}-\sigma ^{2}}
направленными вверх (вдоль луча {\displaystyle +z}), а поверхности постоянной {\displaystyle \tau } — это конфокальные параболоиды
{\displaystyle 2z=-{\frac {x^{2}+y^{2}}{\tau ^{2}}}+\tau ^{2}}
направленные вниз (вдоль луча {\displaystyle -z}). Фокусы всех параболоидов расположены в начале координат.

## Дифференциальные характеристики трёхмерных координат
Коэффициенты Ламэ в трёхмерном случае:
{\displaystyle H_{\sigma }={\sqrt {\sigma ^{2}+\tau ^{2}}},}
{\displaystyle H_{\tau }={\sqrt {\sigma ^{2}+\tau ^{2}}},}
{\displaystyle H_{\varphi }=\sigma \tau .}
Как видно, коэффициенты {\displaystyle H_{\sigma }} и {\displaystyle H_{\tau }} совпадают с двумерным случаем. Элемент объёма равен
{\displaystyle dV=h_{\sigma }h_{\tau }h_{\varphi }=\sigma \tau (\sigma ^{2}+\tau ^{2})\,d\sigma \,d\tau \,d\varphi ,}
а лапласиан равен
{\displaystyle \nabla ^{2}\Phi ={\frac {1}{\sigma ^{2}+\tau ^{2}}}\left[{\frac {1}{\sigma }}{\frac {\partial }{\partial \sigma }}\left(\sigma {\frac {\partial \Phi }{\partial \sigma }}\right)+{\frac {1}{\tau }}{\frac {\partial }{\partial \tau }}\left(\tau {\frac {\partial \Phi }{\partial \tau }}\right)\right]+{\frac {1}{\sigma ^{2}\tau ^{2}}}{\frac {\partial ^{2}\Phi }{\partial \varphi ^{2}}}.}
Прочие дифференциальные операторы, такие как дивергенция или ротор могут быть аналогично найдены подстановкой коэффициентов Ламэ в соответствующую общую формулу.
Символы Кристоффеля второго рода:
{\displaystyle \Gamma _{11}^{1}=\Gamma _{12}^{2}=\Gamma _{21}^{2}=-\Gamma _{22}^{1}={\frac {\sigma }{\sigma ^{2}+\tau ^{2}}},}
{\displaystyle \Gamma _{22}^{2}=\Gamma _{12}^{1}=\Gamma _{21}^{1}=-\Gamma _{11}^{2}={\frac {\tau }{\sigma ^{2}+\tau ^{2}}},}
{\displaystyle \Gamma _{23}^{3}=\Gamma _{32}^{3}={\frac {1}{\tau }},\ \Gamma _{33}^{1}=-{\frac {\sigma \tau ^{2}}{\sigma ^{2}+\tau ^{2}}},\ \Gamma _{33}^{2}=-{\frac {\sigma ^{2}\tau }{\sigma ^{2}+\tau ^{2}}},\ \Gamma _{13}^{3}=\Gamma _{31}^{3}={\frac {1}{\sigma }}.}
Остальные символы равны нулю.

## Обратные преобразования
Переход от декартовых координат {\displaystyle (x,\;y,\;z)} к параболическим {\displaystyle (\eta ,\;\xi ,\;\varphi )} осуществляется по формулам:
{\displaystyle {\begin{cases}\eta =-z+{\sqrt {x^{2}+y^{2}+z^{2}}},\\\xi =z+{\sqrt {x^{2}+y^{2}+z^{2}}},\\\varphi =\mathrm {arctg} {\dfrac {y}{x}},\end{cases}}}
при этом {\displaystyle \eta \geqslant 0,\quad \xi \geqslant 0.}
{\displaystyle {\begin{vmatrix}d\eta \\d\xi \\d\varphi \end{vmatrix}}={\begin{vmatrix}{\dfrac {x}{\sqrt {x^{2}+y^{2}+z^{2}}}}&{\dfrac {y}{\sqrt {x^{2}+y^{2}+z^{2}}}}&-1+{\dfrac {z}{\sqrt {x^{2}+y^{2}+z^{2}}}}\\{\dfrac {x}{\sqrt {x^{2}+y^{2}+z^{2}}}}&{\dfrac {y}{\sqrt {x^{2}+y^{2}+z^{2}}}}&1+{\dfrac {z}{\sqrt {x^{2}+y^{2}+z^{2}}}}\\{\dfrac {-y}{x^{2}+y^{2}}}&{\dfrac {x}{x^{2}+y^{2}}}&0\end{vmatrix}}\cdot {\begin{vmatrix}dx\\dy\\dz\end{vmatrix}}.}
При {\displaystyle \varphi =0} получаем ограничение координат на плоскость {\displaystyle XZ}:
{\displaystyle \eta =-z+{\sqrt {x^{2}+z^{2}}},}
{\displaystyle \xi =z+{\sqrt {x^{2}+z^{2}}}.}
Линия уровня {\displaystyle \eta =c}:
{\displaystyle z|_{\eta =c}={\frac {x^{2}}{2c}}-{\frac {c}{2}}.}
Это парабола, фокус которой при любом {\displaystyle c} расположен в начале координат.
Аналогично при {\displaystyle \xi =c} получаем
{\displaystyle z|_{\xi =c}={\frac {c}{2}}-{\frac {x^{2}}{2c}}.}
Координатные параболы пересекаются в точке
{\displaystyle P:\left({\sqrt {bc}},\;{\frac {b-c}{2}}\right).}
Пара парабол пересекается в двух точках, но при {\displaystyle \varphi =0} точка оказывается заключена в полуплоскости {\displaystyle x>0}, так как {\displaystyle x<0} соответствует {\displaystyle \varphi =\pi }.
Найдём коэффициенты наклоны касательных к параболам в точке {\displaystyle P}:
{\displaystyle {\frac {dz_{c}}{dx}}={\frac {x}{c}}={\frac {\sqrt {bc}}{c}}={\sqrt {\frac {b}{c}}}=s_{c},}
{\displaystyle {\frac {dz_{b}}{dx}}=-{\frac {x}{b}}={\frac {-{\sqrt {bc}}}{b}}=-{\sqrt {\frac {c}{b}}}=s_{b};}
{\displaystyle s_{c}s_{b}=-{\sqrt {\frac {b}{c}}}{\sqrt {\frac {c}{b}}}=-1.}
Так как произведение коэффициентов равно −1, то параболы перпендикулярны в точке пересечения. Таким образом, параболические координаты оказываются ортогональными.
Пара {\displaystyle (\xi ;\;\eta )} определяет координаты в полуплоскости. При изменении {\displaystyle \varphi } от 0 до {\displaystyle 2\pi } полуплоскость вращается вокруг оси {\displaystyle z}, в качестве координатных поверхностей получаются параболоиды вращения и полуплоскости. Пара противоположных параболоидов определяет круг, а величина {\displaystyle \varphi } определяет полуплоскость, пересекающую круг в единственной точке. Её декартовы координаты равны:
{\displaystyle {\begin{cases}x={\sqrt {\xi \eta }}\cos \varphi ,\\y={\sqrt {\xi \eta }}\sin \varphi ,\\z={\dfrac {1}{2}}(\xi -\eta ).\end{cases}}}
{\displaystyle {\begin{vmatrix}dx\\dy\\dz\end{vmatrix}}={\begin{vmatrix}{\dfrac {1}{2}}{\sqrt {\dfrac {\xi }{\eta }}}\cos \varphi &{\dfrac {1}{2}}{\sqrt {\dfrac {\eta }{\xi }}}\cos \varphi &-{\sqrt {\xi \eta }}\sin \varphi \\{\dfrac {1}{2}}{\sqrt {\dfrac {\xi }{\eta }}}\sin \varphi &{\dfrac {1}{2}}{\sqrt {\dfrac {\eta }{\xi }}}\sin \varphi &{\sqrt {\xi \eta }}\cos \varphi \\-{\dfrac {1}{2}}&{\dfrac {1}{2}}&0\end{vmatrix}}\cdot {\begin{vmatrix}d\eta \\d\xi \\d\varphi \end{vmatrix}}.}

## Внешние ссылки
Weisstein, Eric W. Parabolic Coordinates (англ.) на сайте Wolfram MathWorld.